# Dendrobium mussauense
Dendrobium mussauense är en orkidéart som beskrevs av Paul Ormerod. Dendrobium mussauense ingår i släktet Dendrobium, och familjen orkidéer. Inga underarter finns listade i Catalogue of Life.